# KEMET Corporation
Die KEMET Corporation ist ein US-amerikanischer Hersteller von Kondensatoren. Der Schwerpunkt des Produktspektrums liegt bei Tantalkondensatoren, Keramikkondensatoren und Aluminiumkondensatoren. Der Umsatz im Jahr 2018 betrug 1,1 Mrd. US-Dollar. 90 % der Fertigung findet in Niedriglohnländern statt. 2018 hatte Kemet 8.100 Mitarbeiter.

## Geschichte

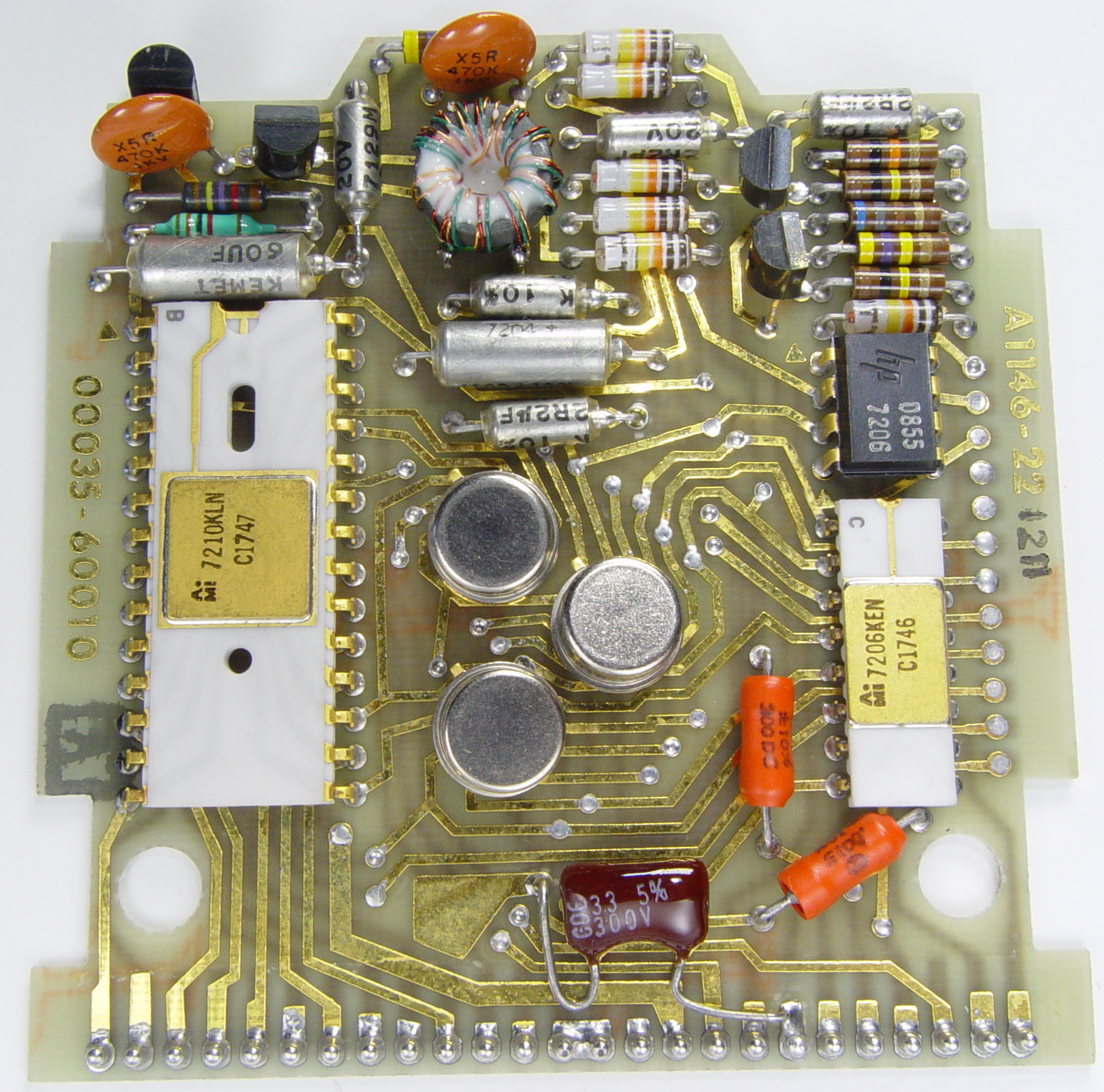
Elektronik-Platine des Taschenrechners HP-35 mit Kondensator von KEMET

Kemet ist eine Ausgründung aus der Union Carbide Corporation und wurde am 1. April 1987 als Kemet Electronics Corporation gegründet. Union Carbide Corporation hielt zunächst noch 50 % des Aktienanteils. Mit der Gründung der Kemet Corporation am 21. Dezember 1990 hat sich die Union Carbide Corporation auch von diesen Anteilen getrennt. Im April 2006 wurde die Übernahme der Epcos Tantal-Kondensatoren vollzogen. Im Jahr 2007 wurden die Produktlinien Filmkondensatoren (Evox Rifa, Arcotronics) und Aluminium Electrolytics (BHC, Evox Rifa) dem Konzern hinzugefügt. 2017 wurde der Sitz des Unternehmens von Greenville in South Carolina nach Fort Lauderdale in Florida verlegt. Am 14. Juni 2020 wurde die KEMET Corporation von der Yageo Group vollständig übernommen.

## Produkte
Der globale Kondensatormarkt setzt sich (laut Paumanok, zitiert im Kemet-Geschäftsbericht) wie folgt zusammen:
| Klasse                                   | Umsatz (2015) |
| ---------------------------------------- | ------------- |
| Keramikkondensatoren                     | 9,9 Mrd. $    |
| Aluminium-Elektrolytkondensatoren        | 3,9 Mrd. $    |
| Papier- & Kunststoff-Folienkondensatoren | 1,9 Mrd. $    |
| Tantal-Elektrolytkondensatoren           | 1,8 Mrd. $    |